# Fox Networks Group Portugal

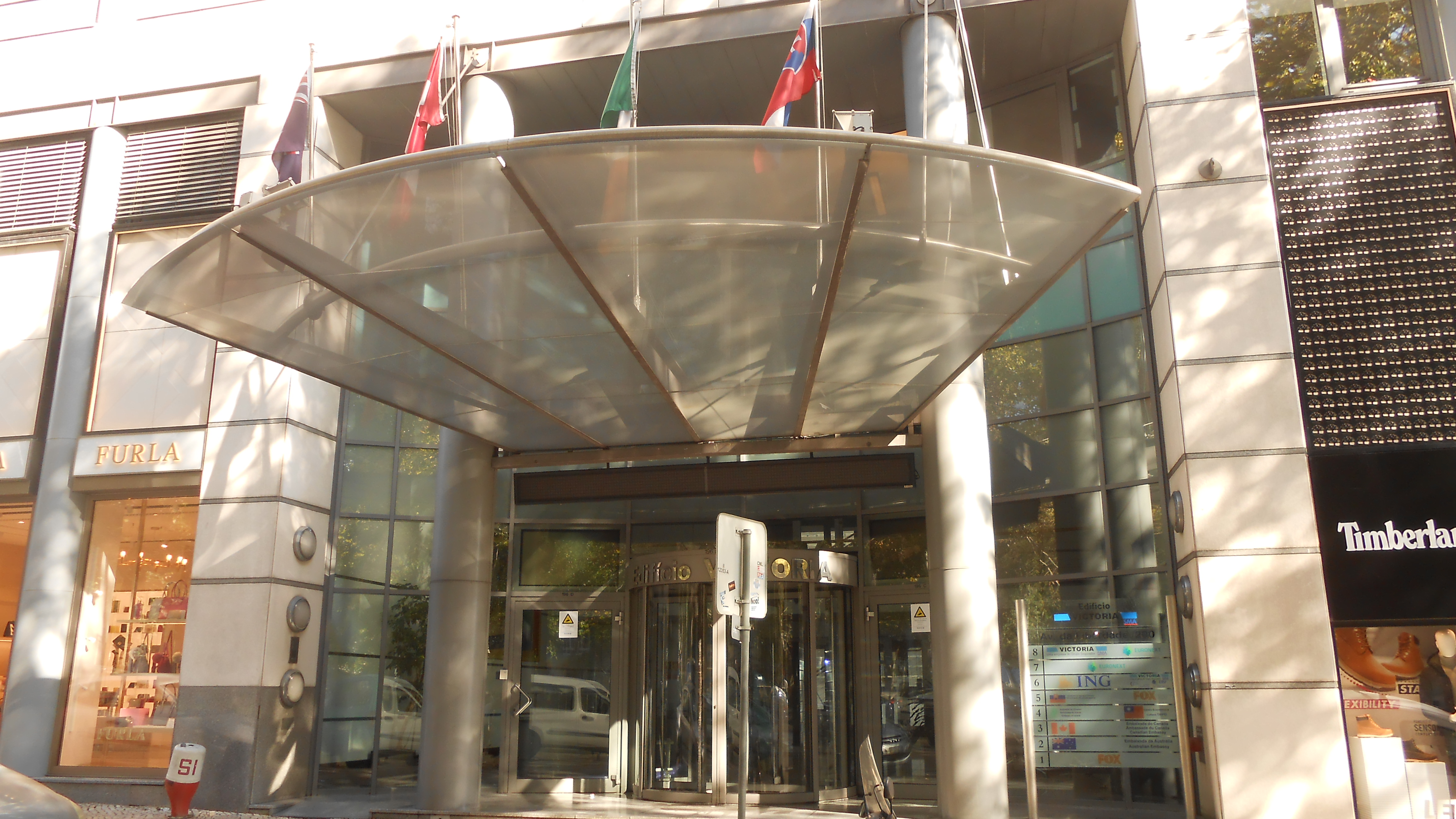
Sede da Fox em Lisboa.

A Fox Networks Group Portugal (FNG Portugal, Lda.) foi fundada em 2003, com sede em Lisboa Portugal, é proprietária dos canais de língua portuguesa da Fox. Em 2020, e com a compra da Disney à Fox, deu-se a mudança e a Fox Networks Group Portugal passou a designar-se The Walt Disney Company Portugal, deixando assim de existir. Com a TWDC eles distribuem agora 11 canais.

## Canais
- FOX Portugal (HD)[4]
- Fox Life Portugal (HD)
- Fox Crime Portugal (HD)
- Fox Comedy Portugal (HD)
- FOX Movies Portugal (HD)
- National Geographic Channel (HD)
- Nat Geo Wild (HD)
- 24Kitchen Portugal (HD)[5]
- Baby TV
- Fox News Channel